# Ceratocapsus piceatus
Ceratocapsus piceatus är en insektsart som beskrevs av Henry 1979. Ceratocapsus piceatus ingår i släktet Ceratocapsus och familjen ängsskinnbaggar. Inga underarter finns listade i Catalogue of Life.